# Инчоун
Инчо́ун — национальное чукотское село в Чукотском районе Чукотского автономного округа России. Образует сельское поселение Инчоун.

## Географическое положение
Расположено севернее мыса Дежнёва на берегу Чукотского моря Северного Ледовитого океана. Расстояние до ближайшего населённого пункта Уэлен составляет 35 км, до райцентра — села Лаврентия — 145 км, транспортная связь осуществляется морским путём и по воздуху вертолётом.
С 1980 года в районе села дислоцировался 1242-й зенитный ракетный полк (в/ч 13731) 25 дивизии ПВО, который был расформирован в 1994.

## Топоним
Вблизи поселения находится скала с отколовшимся в стороне от неё камнем; издали местным жителям это казалось похожим на отсечённый ножом нос. Отсюда и произошло чукотское название села Инчувин. Эскимосское название посёлка — Инсиӷвик, происхождение которого не установлено.

## Население
| 1931 | 2002 | 2009 | 2010 | 2011 | 2012 | 2013 |
| ---- | ---- | ---- | ---- | ---- | ---- | ---- |
| 106  | ↗362 | ↗398 | ↘387 | ↘386 | ↘382 | ↗390 |
| 2014 | 2015 | 2016 | 2017 | 2018 | 2020 | 2021 |
| ↘383 | ↘377 | ↘374 | ↘361 | ↗365 | ↘355 | ↗432 |
| 2023 |      |      |      |      |      |      |
| ↘416 |      |      |      |      |      |      |

В 1931 году в Инчоуне в 21 яранге проживало 106 чел, из них 42 — детей.
Численность населения на 2010 год составила 406 человек, детей в возрасте до 16 лет — 143 чел. Коренное население составляет 99 процентов от общей численности жителей.

## Экономика и социальная инфраструктура
В селе есть новая начальная школа, фельдшерско-акушерский пункт, Дом культуры, библиотека, почта, узел связи, пекарня, банно-прачечный комплекс, магазин.
Основное занятие местных жителей — оленеводство и морской зверобойный промысел. Здесь действует отделение муниципального сельхозпредприятия «Заполярье». Электроснабжение села обеспечивается местной дизельной электростанцией.
Мобильная связь в Инчоуне появилась в 2014 году.
Улицы села: Ачиргина, Морзверобоев, Тынетегина, Шипина, Школьная.

## Памятники природы и истории
Большая часть территории вокруг села входит в состав природно-этнического парка «Берингия».
Одной из достопримечательностей участка «Инчоун» является озеро Иони. Близлежащие к нему участки представляют собой озёрно-термокарстовую равнину. Само озеро является «гольцовым водоёмом». В термокарстовых озёрах вокруг Иони обитает краснокнижный вид рыбы — берингийская (чёрная) даллия.
Недалеко от села на западной оконечности мыса Утен находится древнеэскимосское поселение, названного археологами Пайпельгак (по протекающему рядом ручью). Результаты исследований свидетельствуют о том, что эскимосы жили в этих местах уже без малого 3 тысячи лет назад. Здесь же находится одно из самых больших лежбищ моржей на Чукотке.

## Топографические карты
- Лист карты Q-2-XV,XVI. Масштаб: 1 : 200 000. Состояние местности на 1972 год. Издание 1987 г.